# Gordon Thomson
Gordon Lindsay Thomson (født 27. marts 1884, død 8. juli 1953) var en britisk roer som deltog i OL 1908 i London.
Thomson blev olympisk mester i roning under OL 1908 i London, han vandt sammen med John Fenning i klassen toer uden styrmand. Han kom på en andenplads i firer uden styrmand.